# کالوی سونیمی
کالوی سونیمی (فنلاندی: Kalevi Suoniemi؛ ۱۴ ژوئیه ۱۹۳۱ – ۱۷ ژوئن ۲۰۱۰) ژیمناست هنری اهل فنلاند بود.